# Was geschah gestern?
Was geschah gestern? (Originaltitel: Remember Last Night?) ist eine US-amerikanische Kriminalkomödie aus dem Jahr 1935 von James Whale mit Edward Arnold, Robert Young und Constance Cummings in den Hauptrollen. Das Drehbuch basiert auf dem Roman Hangover Murders von Adam Hobhouse.

## Handlung
Nach sechs Monaten Eheglück feiern Tony Milburn und seine Frau Carlotta ihren Jahrestag mit einer „reisenden Party“, die mit flüssigen Vorspeisen in der Villa ihrer Freunde Vic und Bette Huling beginnt. Während des Abends findet Vic Bette im Garten im Gespräch mit ihrem Mechaniker Fred Flannagan, und da er schon lange eine Affäre zwischen den beiden vermutet, feuert er Fred. Später bedroht er seinen Freund Billy Arliss, weil Billy eine große Schuld nicht zurückzahlen kann. Als Tony Vic dafür tadelt, dass er Billy schikaniert, versucht Vic, ihn zu schlagen, aber Jake Whitridge greift ein. Die Party geht weiter zu ihrem nächsten Ziel, Billys palastartigem Haus, wo die Feiernden schwarze Masken aufsetzen und Champagner mit Strohhalmen aus einer Suppenterrine trinken. Der nächste Halt ist das Haus von Jake und seiner Frau Penny, und von dort aus geht die berauschte Truppe zu Faroneas Restaurant. Was sie nicht wissen: Faronea hat mit Vics französischem Chauffeur Baptiste Bouclier vereinbart, Vic noch am selben Abend zu entführen und Lösegeld für ihn zu fordern.
Am nächsten Morgen wachen Tony und Carlotta verkatert in einem luxuriösen Schlafzimmer im Haus der Hulings auf. Keiner von beiden kann sich an ihre Aktivitäten in der vergangenen Nacht erinnern und beide sind entsetzt, als sie Vic tot in seinem Bett vorfinden, mit einem Schuss ins Herz unter seinem Arm. Bette ist nicht zu Hause, also ruft Tony seinen Freund, den Bezirksstaatsanwalt Danny Harrison, an. Während Dannys Assistentin Maxie das französische Dienstmädchen Florabelle befragt, beginnt Danny mit seinen Ermittlungen. Bette kommt mit Billy, in dessen Haus sie aufgewacht ist. Sie entdeckt in ihrem Safe eingelöste Schecks über 100.000 Dollar, unterschrieben von einem Fremden, den niemand kennt. Da Indizien aufgrund seines Streits mit Vic auf Tony als Mörder hinweisen, ruft er den Hypnotiseur Professor Jones, um alle Verdächtigen zu hypnotisieren.
Jones kommt aus seinen Interviews und gibt an, dass eine Person versucht hat, ihn zu täuschen, aber bevor er den Namen preisgeben kann, wird er erschossen. Carlotta findet eine Nachricht an Bouclier, in der er aufgefordert wird, zu Faroneas Weinkeller zu gehen. Sie und Tony gehen dorthin und verstecken sich, während Faronea mit jemandem einen Deal bespricht. Faronea entdeckt das Paar. Tony versucht, ihn zu erschrecken, und sagt Faronea, dass er mit der Polizei zusammenarbeitet und weiß, dass Faronea vorhatte, Vic zu entführen, aber stattdessen hat Bouclier ihn getötet und gestanden. Faronea wird von seinem Komplizen getötet, der entkommt, aber sein Tod bestätigt Tonys Geschichte. Tony und Carlotta kehren zum Haus der Hulings zurück. Während Carlotta drinnen ist, durchsucht Tony das Quartier des Chauffeurs, wo er Bouclier ermordet vorfindet. Tony und Danny befragen Boucliers Mutter und erfahren, dass ihr Sohn für teure Operationen bezahlt hat, die ihre Blindheit geheilt haben. Im Schrank finden sie eine Nachricht an Bouclier, in der er ihm dafür dankt, dass er Jones „umgebracht“ hat. Danny verhört Fred, der sich als Bettes Bruder, ein ehemaliger Sträfling, herausstellt, aber anscheinend unschuldig an den jüngsten kriminellen Aktivitäten ist. Jake antwortet auf einen Anruf von Billy, der hysterisch ist. Als Danny und Tony wie geplant einen Moment später eintreffen, schlägt Jake Billy auf den Kopf und versteckt ihn. Billy erholt sich jedoch und versucht, Jake zu erschießen. Tony rettet Jake, und Billy bricht zusammen.
Nachdem Bette, Penny und Carlotta eintreffen, erklärt Danny das ganze Geheimnis: Billy hat sich unter einem Pseudonym Geld für Jake von Vic geliehen, aber als Jake den Scheck auf 150.000 Dollar statt 50.000 Dollar umschrieb, zwang Vic Billy, ihm zu sagen, für wen er das Geld geliehen hatte. Jake erschoss Vic in seinem Haus und nahm ihn dann während der Party mit zum Pool, aber alle waren so betrunken, dass sie dachten, er sei nur bewusstlos geworden. Jake bezahlte Bouclier, damit er still blieb, weshalb Bouclier Jones erschoss, danach erschoss Jake Bouclier. Danny verhaftet Jake, Florabelle identifiziert ihn als Boucliers Mörder, weil sie in dieser Nacht in Boucliers Zimmer war. Danny hat auch Beweise, die Jake mit Vics versuchter Entführung in Verbindung bringen. Danny bittet Carlotta und Tony, dem Alkohol abzuschwören, sie trinken einen Toast darauf und Phelps, der Butler der Hulings, kündigt.

## Hintergrund
Gedreht wurde der Film vom 25. Juli bis zum 14. September 1935 in den Universal-Studios in Universal City.
Robert Young wurde für diesen Film von Metro-Goldwyn-Mayer ausgeliehen. Modernen Quellen zufolge schrieb Benn W. Levy zusätzliche Dialoge. Levy war ein Freund des Regisseurs James Whale und der Ehemann des Stars Constance Cummings. Während der Dreharbeiten war er anwesend und wirkte am Drehbuch mit.
Charles D. Hall oblag die künstlerische Leitung. Ernest Dryden und Vera West waren für das Kostümbild zuständig, Jack P. Pierce für das Maskenbild. Verantwortlicher Toningenieur war Gilbert Kurland. John P. Fulton schuf die Kameraeffekte. Scott R. Beal und Harry Mancke arbeiteten als Regieassistenten. Orchesterleiter war Constantin Bakaleinikoff.

## Veröffentlichung
Die Premiere des Films fand am 28. Oktober 1935 statt. In der Bundesrepublik Deutschland wurde er am 1. Februar 1977 im deutschen Fernsehen ausgestrahlt. Er wurde auch unter dem Titel Was geschah letzte Nacht? gezeigt.

## Kritiken
Der Filmkritiken-Aggregator Rotten Tomatoes hat in einer Auswertung ein Publikumsergebnis von 75 Prozent positiver Bewertungen ermittelt.
Andre Sennwald von der The New York Times lobte den Film als guten kleinen Spaß und hob das sympathische Paar Young und Cummings hervor. Edward Brophy, Edward Arnold und Arthur Treacher wurden ebenfalls besonders gelobt. Er kam jedoch zu dem Schluss, dass man den Film in Maßen genießen solle, da das schwachsinnige Verhalten der Raufbolde im Film beim Zuschauer das Gefühl hinterlassen könnte, ein oder zwei zusätzliche Morde unter den durchgeknallten Hauptdarstellern hätten Long Island zu einem noch besseren Ort zum Leben gemacht.
Die Variety empfand den Film als schwer verständlich, verwirrend in der Handlung und der Charakterzeichnung. Der oberflächliche Glanz von falscher Raffinesse passe weder zur Erzählung noch vermittele er Überzeugungskraft.
Das Lexikon des internationalen Films schrieb: „Frech-frivole Mischung aus Salon-Krimi, Boulevard-Farce und Persiflage, garniert mit absurdem Witz und flotten Dialogen; bisweilen in der Krimihandlung etwas zerdehnt, insgesamt aber frisch und unverbraucht unterhaltend.“